# Ивановское (Жуковский район)
Ивановское — село в Жуковском районе Калужской области России. Входит в состав сельского поселения «Село Высокиничи».

## География
Стоит на берегу реки Протва. Рядом — Горнево, Тиньково.

## История
До 1775 входило в Оболенский уезд Московской провинции Московской губернии, после относилось к  Тарусскому уезду Калужского наместничества, затем губернии.
В 1627/29 годах вотчина князя  Василия Васильевича Тюфякина, Троице-Сергиева монастыря, поместье княгини Пелагеи и князя Григория Борисовича Белоглазовых-Лыковых, княгини Елены Григорьевны Долгоруковой. В селе церковь Ивана Кушника и Павла Фивейского.
В селе сохранилась кирпичная церковь Церковь Рождества Пресвятой Богородицы, построенная в 1766 году на средства Петра Фёдоровича Тюфякина. Двусветный одноглавый четверик с декором в стиле барокко. Трапезная с Пятницким и Иоанна Кущника приделами и колокольня пристроены во 2-й половине XIX века. Закрыта в 1937 году, к 1980 году — заброшена. В 1995 восстановлена община,  церковь отремонтирована и действует. При селе — кладбище.
В селе имеется братское захоронение. Захоронены 137 военнослужащих, погибших в 1941 году. В 1950-1951 годах проведено перезахоронение из населенных пунктов Грибовка, Щиглево, Тимашово, Горнево, В 1955 году установлен памятник скульптора Брацуна

## Население
| 2002 | 2010 |
| ---- | ---- |
| 57   | ↘30  |